# 反國家主義
反國家主義（英語：Anti-statism）是指任何反對國家主義的社會、經濟、政治理念。反國家主義者反對國家插手個人、社會、經濟事務。而无政府主义則會把反對範圍擴大至所有具階级制度特質的統治。

## 概論
反國家主義當中包含了很多不同的政治立場，它們甚至會出現互相衝突的情況。反國家主義者的立場可以有很大出入。除此之外，因为國（英語：state）這一政治實體本身就存有定義問題，所以很難去判断一个思想家或理念是否屬於反國家主義。
「國」一詞的字意古今不同。無政府主義者巴枯宁只以其代指管治機構本身。其他著者則以其代指立法及執法機構。革命社會主義者馬克思認為國家是統治階級維持其統治的工具。自由主義者马克斯·韦伯則定義國家為一個在特定區域「擁有合法使用暴力的壟斷地位」的實體。

## 主題
- 反軍國主義是指反對「軍事统治、高额军费、建立外国軍事基地」的一系列主張[5]。它反對國家主義者所認同的軍事政策，特別是增加核武量。它跟和平主義有密切關係[6][7]。無政府和平主義是此一理念當中最為基進的[7]。
- 公民不服從是一種反對國家立法權威性的行為實踐。它與國法-公民之間的關係有關[8]。公民不服從的目的往往是以抗议的手段來挑戰政治決定或司法裁決的合法性。
- 造谣是指為了欺骗別人，而故意传播虚假信息。
- 自由放任是指在市場經濟中不存在政府干預的情況。支持自由經濟的理論多認為政府的干預欠缺正當性或實際性。
- 自治是指一群人或一个个體在没有外部權威干预的情况下，行使必要监管职能的能力。
- 由於高速监视電腦和生物识别软件的出現，政府現在所擁有的監視能力已達至前所未有的水平。许多民权組織和私隐团体對此表示担心，指如果允许政府不斷侵犯個人私隐，那麼最終便會形成大規模監控，大大縮窄了政治和個人自由。

## 學派

### 政治理論
反國家主義是無政府主義及自由意志主義的共同特質。無政府主義旨在廢除國家及其構造。根据无政府主义理论，國家是掌權者支配及壓迫人民的工具，故認為不論整體的政治形態為何，皆沒有合法性可言。自由意志主義則把自由奉為核心原則，主張把人的政治自由及自主權最大化:16，故此部分支持者可能會局部或完全反對國家公權力，要求限制或廢除國家本身。
我由衷地同意這個警句──「最好的政府是管得最少的政府」。我希望看到這個警句迅速而且系統地得到實施。我相信，實施後，其最終結果將是──「最好的政府是根本不進行治理的政府」。當人們做好準備之後，這樣的政府就是他們願意接受的政府。
 — 亨利·戴维·梭罗， 《公民不服从》
共产主义者較為關注統治階級與階級鬥爭的關係，故此同樣具有反國家主義的傾向。馬克思認為國家是統治階級維持其統治的工具。由此延伸下去，共產主義的終極目標就是建立無國家及無階級的社會。
其他政治運動也可能會認同反國家主義。當中一部分是出自於宗教或意識形態上的信條，也有一部分出自於社會或政治上的排斥。相關例子包括军事占领或冲突政权下的抵抗运动。

### 利己主義
在利己主義的理念中，自利永遠是人的行為或道德的最高要旨。施蒂納認為大多數人所認可的社會結構只是幻覺或「腦海中的幽靈」罷了，其中包括道德、國家、財產權。故此人們有理由不服從政府權威。